# 통천 최씨
통천 최씨(通川 崔氏)는 강원도 통천군을 본관으로 하는 한국의 성씨이다.
시조 최경현(崔景賢)은 정종 때 정의대부판밀직사사(正義大夫判密直司事), 중서좌상시(中書左常侍), 감찰어사(監察御使) 등의 관직을 역임하였다.
조선시대 종묘배향공신 1명을 배출했다.

## 역사
시조 최경현(崔景賢)은 고려 때에 정의대부동판밀직사사(正義大夫同判密直司事), 중서좌상시감찰어사(中書左常侍監察御史)를 역임했다. 일부 문헌에서는 경주 최씨에서 분관된 것으로 보고 있다.
시조 최경현은 두아들 최사순과 최우순을 두었는데, 통천최씨 족보인 <<통천최씨 추원록>>에 따르면 현재 통천최씨 후손들은 최우순의 후손이다.
성씨의 기틀은 고려말 공민왕시대에 활약한 중시조인 7세 최록부터 10세 최숙손까지 4대에 걸쳐 무인 가문으로 조선의 기틀을 다지며 15세기에는 강원도의 대표적인 명문거족 성씨가 될 정도로 명문의 입지를 다졌다. 특히 태종과 세종의 신임을 받던 8세 최운해장군와 9세 최윤덕에 의해 조선 초기의 명문가문의 입지를 다졌다.
그러나 정렬공 최윤덕의 사후 10여 년 만에 단종이 폐위되고 세조가 등극하는 과정에서 최윤덕의 아들 최숙손과 장손 최맹한과 손자 최계한은 사육신 사건에 이개와 연루되었고, 4남 최영손은 금성대군 사건으로 피화되었다. 첫째동생 최윤복의 손자인 최로를 비롯한 후손들은 계유정난으로 피화되었다. 둘째동생 최윤온과 조카들은 계유정난에 김종서의 절친으로 정변이 일어나자 난을 피해 문경으로 피신 후 해남으로 낙남하였다. 성종조에 사망한 정렬공의 아들 최숙손과 생존해있던 손자들, 최윤복의 손자 최로등이 복권되었으나 연산조에 무오사화의 원인이 된 김종직의 <<조의제문>>과 단종의 충신이자 최윤덕의 장손인 최맹한이 전한 단종의 사후에 대한 말을 듣고 사초에 기록한 <김일손의 사초사건>으로  전체 가문이 단종에 충의를 보이다 큰 화를 입었다. 이후 정조대에 단종의 충신단에 최윤덕의 4남 최영손과 최윤복의 아들 최로, 최로의 여동생 내은덕이 함께 별단에 배향되었다.
성종조에 사육신사건으로 유배되었던 인물들이 사면, 복권 되면서 후손들이 벼슬길에도 나서고, 임진왜란 당시에는 외교문서를 전담했던 간이당 최립과 그의 아들 최동망, 이천전투에서 분전하고 부상으로 사망하여 선무원종공신과 북도병마사에 추증된 옥포공 최산정등 나라를 구하려 노력했던 인물들의 활약으로 사육사건으로 받았던 역적의 멍애를 어느정도 벗어났으나, 사면 복권은 되었지만 당시의 타격으로 조선건국과 세종조까지 이루었던 명문가문의 융성함은 복구하지 못하고, 크게 현달하는 인물들이 나타나지 못했다. 이후 고종조에는 전라좌도수군절도사를 지낸 최성온과 중추부동지사에 오른 최이헌 등이 가문을 알렸다.

## 인구
2000년 통계청의 인구조사에서 통천최씨는 8,144명으로 조사되었다.

## 인물
- 최 탁
- 최 록(대의공신)
- 최운해(충근좌명공신),(개국원종공신)
- 최윤덕(종묘 세종묘 배향)
- 최윤온
- 최숙손
- 최영손(단종충신단 배향)
- 최 로(단종충신단 배향)
- 최산정(선무원종공신)
- 최 립
- 최동망
- 최성온
- 최서일(제6대 국회의원)
- 최 석(태극무공훈장)
- 최계월(국민훈장 동백장)
- 최선일(독립유공자)

## 과거 급제자
통천 최씨는 조선시대 문과 급제자 3명, 무과 급제자 4명을 배출하였다.
문과
최동망(崔東望) 최립(崔岦) 최세진(崔世津)
무과
최암(崔嵓) 최영길(崔永吉) 최윤덕(崔潤德) 최태강(崔泰剛)
생원시
최립(崔岦) 최자립(崔自立)
진사시
최동망(崔東望) 최립(崔岦) 최세진(崔世津)
의과
최세담(崔世淡)

## 항렬자
| 세     | 19세   | 20세   | 21세   | 22세   | 23세   | 24세   | 25세   | 26세   | 27세   | 28세   | 29세   | 30세   | 31세      | 32세      |
| ------ | ------ | ------ | ------ | ------ | ------ | ------ | ------ | ------ | ------ | ------ | ------ | ------ | --------- | --------- |
| 항렬자 | 성(性) | 진(鎭) | 근(根) | 병(炳) | 규(圭) | 석(錫) | 순(淳) | 정(楨) | 환(煥) | 재(在) | 현(鉉) | 영(永) | 식,치(植) | 희,이(熙) |
| 오행자 |        |        | 목(木) | 화(火) | 토(土) | 금(金) | 수(水) | 목(木) | 화(火) | 토(土) | 금(金) | 수(水) |           |           |

- 항렬표는 오행을 따르며, 위의 항렬표는 정렬공 윤덕계열의 항렬표이다. 근제공 윤온계열은 이 항렬표에서 2세를 더하면 된다. 세파에 따라 항렬자를 오행상의 다른 글자로 변환하기도 한다.

## 세거지

### 전북특별자치도
- 진안군
- 임실군
- 장수군 산서면

### 경상남도
- 부북면
- 창원시

### 전라남도
- 해남군 옥천면・현산면
- 완도군 약산면
- 순천시 해룡면
- 장흥군
- 강진군

### 경기도
- 고양시
- 파주시
- 여주시

### 부산광역시
- 동래구

### 함경남도
- 함흥시
- 북청군

## 유적
- 서울 종묘(세종묘) - 정렬공 최윤덕 배향.
- 최윤덕 장군묘(경상남도 기념물 제121호) - 1992년 10월 21일에 지정.
- 최윤덕 장군 생가지(경상남도 기념물 제145호) - 1995년 5월 2일에 지정.
- 최윤덕 정려각(경상남도 창원시)
- 관곡서원(전북 임실) - 정렬공 최윤덕배향.
- 정렬공 최윤덕 부조묘(전북 장수군)
- 단종 장릉 충신배식단(강원 영월) - 최영손, 최로, 내은덕(최로의 여동생) 별단에 배향.
- 해남 대산사(삼충사) - 최운해, 최윤덕, 최윤온, 최산정 배향.